# Synegia commaculata
Synegia commaculata är en fjärilsart som beskrevs av W. Warren 1907. Synegia commaculata ingår i släktet Synegia och familjen mätare. Inga underarter finns listade i Catalogue of Life.